# Western Area Rural
Der Distrikt Western Area Rural in Sierra Leone bildet zusammen mit dem Distrikt Western Area Urban die Western Area.
Gemäß der letzten Volkszählung lebten 2021 662.156 Einwohner in diesem Distrikt.
Die bevölkerungsreichste Stadt und Distriktzentrum ist Waterloo. Der Distrikt ist in vier Chiefdoms (Häuptlingstümer) eingeteilt.
2004/2005 gab es 140 Primar- und 15 Sekundarschulen. Die Alphabetisierungsrate lag 2004 bei 52 % (63 % der Männer und 42 % der Frauen) und damit über dem Landesdurchschnitt. 48,6 % der Kinder besuchten eine Schule.